# Musée de la ville de Novi Sad
Le musée de la ville de Novi Sad (en serbe cyrillique : Музеј града Новог Сада ; en serbe latin : Muzej grada Novog Sada) est un musée situé dans la province autonome de Voïvodine, en Serbie. Créé en 1954, il présente des collections archéologiques, historiques, ethnologiques et artistiques réparties dans les villes de Novi Sad, Petrovaradin, Sremska Kamenica et Sremski Karlovci.
L'organe central du musée est installé dans l'ancien arsenal de la forteresse de Petrovaradin et est inscrit de ce fait sur la liste des entités spatiales historico-culturelles de grande importance de la république de Serbie (identifiant no PKIC 41),. La maison de Jovan Jovanović Zmaj à Sremska Kamenica, qui abrite une collection du musée, est inscrite sur la liste des monuments culturels de grande importance (identifiant no SK 1144),.

## Sites
Le musée de la ville de Novi Sad gère 4 sites :
- l'arsenal de la forteresse de Petrovaradin, qui présente des objets et des documents sur la forteresse et abrite le département d'histoire culturelle consacré à la vie de Novi Sad du milieu du XVIIIe siècle à la seconde moitié du XXe siècle ainsi que des œuvres d'art[6] ;
- la collection d'art étranger, 29 rue Dunavska à Novi Sad, constituée autour du legs de Branko Ilić[6] ;
- la collection commémorative de Jovan Jovanović Zmaj, à Sremska Kamenica, qui rassemble des souvenirs liés au poète Jovan Jovanović Zmaj[6] ;
- la collection nationale, à Sremski Karlovci, qui abrite des éléments archéologiques, historiques, ethnologiques et artistiques, autour de la collection du poète Branko Radičević, des legs du lycée de Karlovci, du peintre Milić od Mačve et de l'architecte Svetomir Lazić[6].

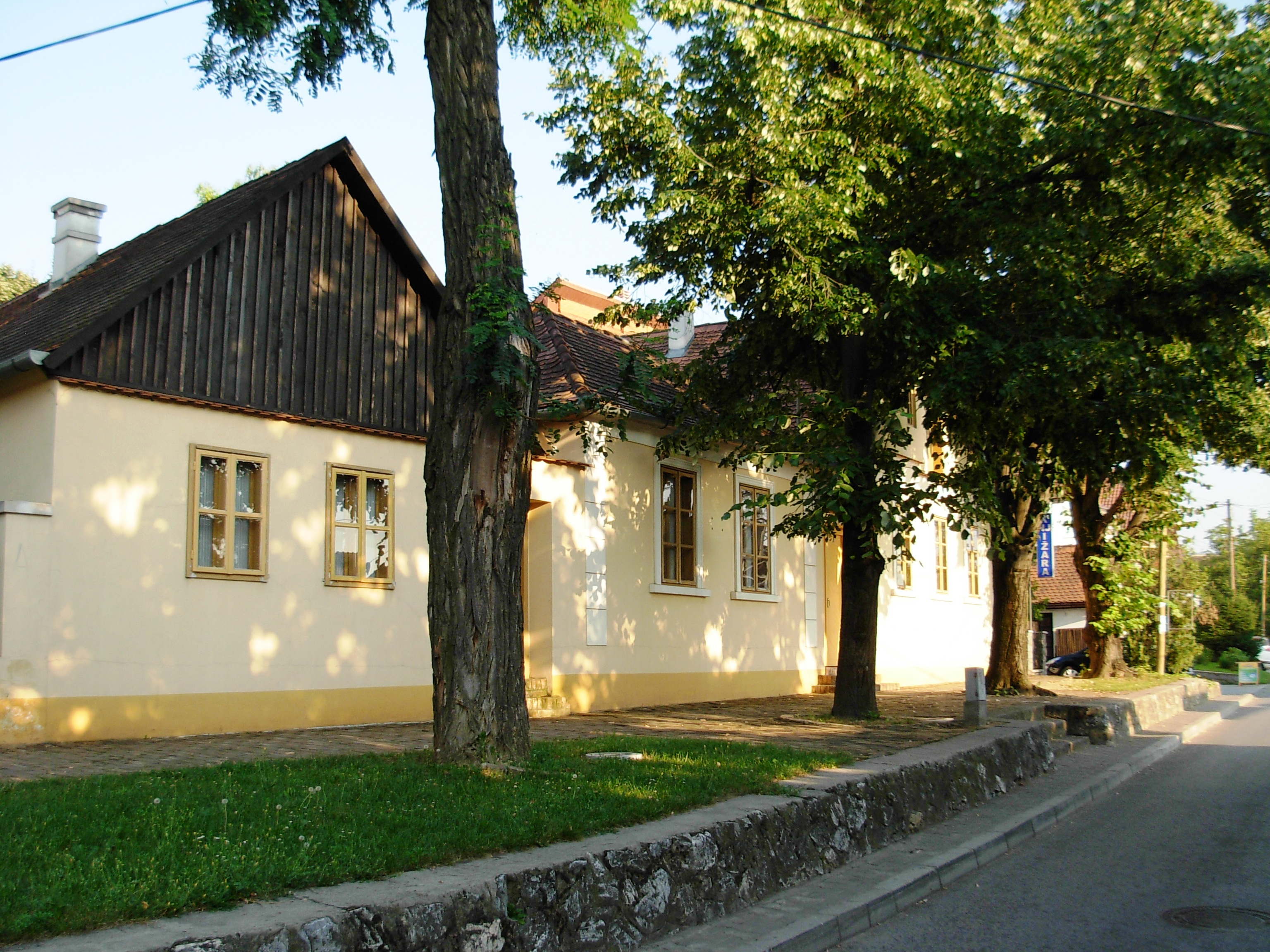
La collection commémorative de Jovan Jovanović Zmaj, à Sremska Kamenica

## Architecture

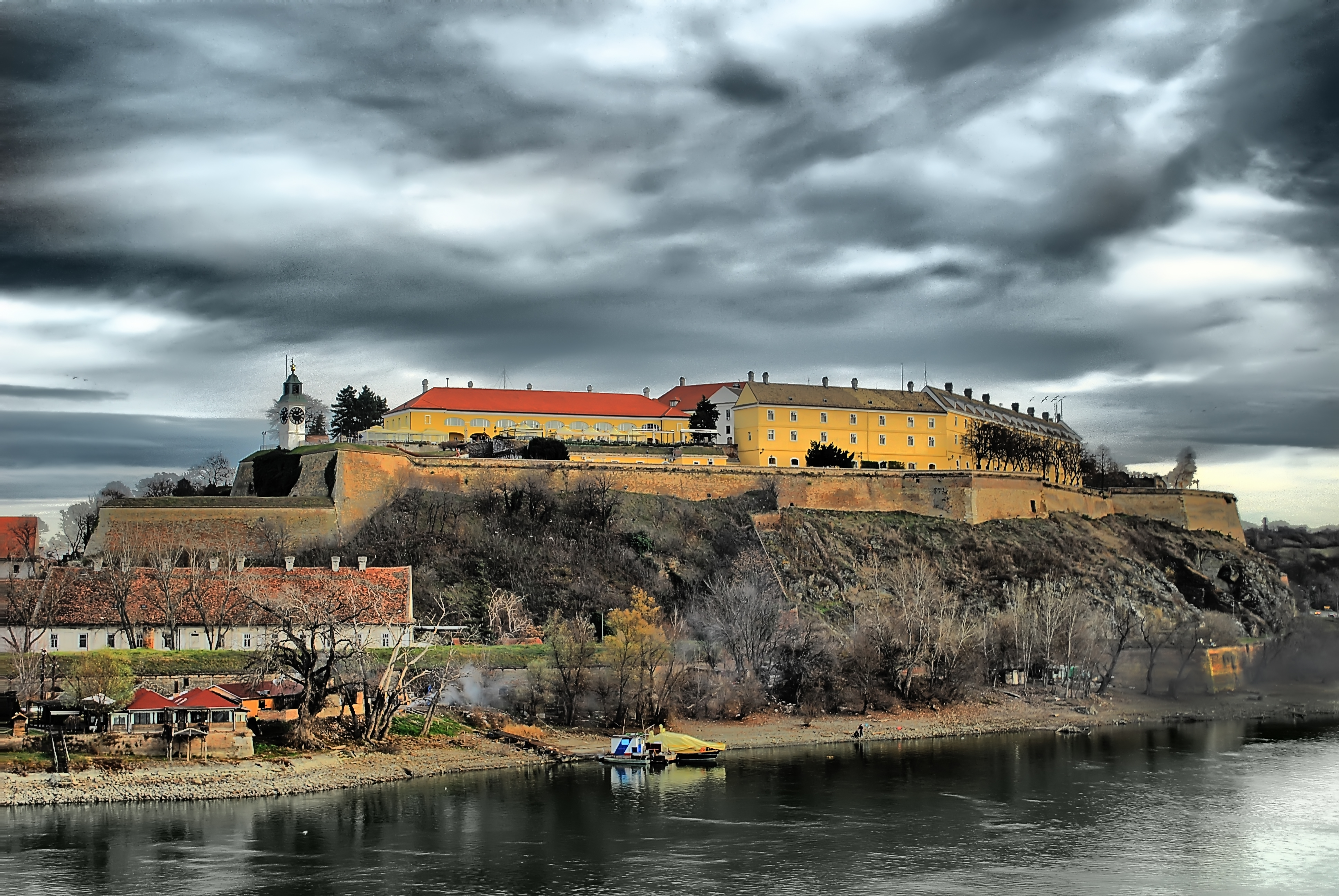
Vue générale de la forteresse de Petrovaradin

Le bâtiment central du musée, situé en haut de la forteresse de Petrovaradin, dans une partie connue sous les noms de « Topovnjača » (la « canonnière ») ou « Mamulina kasarna » (les « casernes de Mamula »), a été construit en 1775 et est constitué d'un rez-de-chaussée et d'un étage. Les galeries souterraines constituent un des attraits de ce site.

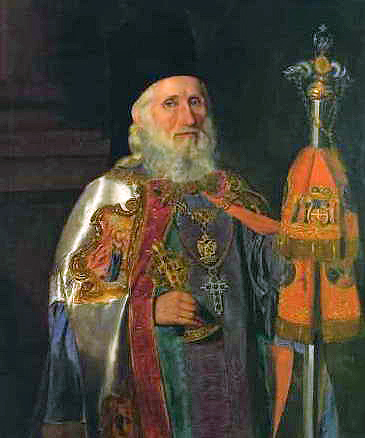
Portrait du patriarche Josif Rajačić

Le bâtiment du 29 rue Dunavska à Novi Sad a été construit en 1903 selon des plans de l'architecte viennois Franz Woruda ; par son style, il mêle le néo-classicisme et la Sécession hongroise. La façade sur rue joue sur l'opposition entre les formes rectangulaires et arrondies ; richement ornée, elle est rythmée par une balustrade séparant le rez-de-chaussée et le premier étage ; quatre colonnes engagées avec des chapiteaux ioniques semblent porter une corniche ; l'ensemble est surmonté d'un pignon, dont les lignes courbes sont caractéristiques du style Sécession, puis dominé par un toit à la française,.
La collection nationale de Sremski Karlovci est installée dans la résidence baroque des barons Rajačić. Elle est située dans le palais Ilion, construit dans la première moitié du XIXe siècle. Elle est liée au souvenir du métropolite puis patriarche Josif Rajačić (1785-1861) qui vint s'installer à Karlovci en 1842 et le nom du palais vient du prénom séculier du patriarche : « Ilija ». Le palais a reçu son apparence actuelle en 1920 et a été transformé en musée en 1947.

## Départements
Le musée de la ville de Novi Sad est divisé en plusieurs départements, parmi lesquels on peut citer les départements d'archéologie, d'histoire culturelle, d'ethnologie, d'histoire et celui de la galerie nationale, créé en 1963 comme une section de celui d'histoire culturelle et devenu département à part entière en 1978. Il compte aussi le département de conservation et de restauration, le service de la documentation et de la bibliothèque et le service d'éducation et de pédagogie.

## Collections
Archéologie
Le musée de la ville de Novi Sad présente de nombreux objets liés à la vie matérielle et spirituelle découverts dans la Bačka méridionales et sur les pentes septentrionales du massif de la Fruška gora.
Parmi les objets présentés figurent les découvertes réalisées lors de fouilles d'urgence réalisées de 2002 à 2004 ; ces trouvailles, réparties dans différentes strates, remontent aux hommes de Neandertal (60000-35000 av. J.-C.) et figurent parmi les vestiges les plus anciens de Serbie ; des couches plus récentes ont permis de mettre au jour des vestiges remontant au Néolithique et à la culture de Vinča, ainsi que d'autres vestiges remontant à l'Énéolithique (cultures de Vučedol et de Vinkovci). Les découvertes archéologiques ont également confirmé que la forteresse de Cusum, qui faisait partie du système de fortifications du limes romain sur la rive droite du Danube, était effectivement située sur le promontoire de Petrovaradin ; le musée présente toutes sortes d'objets, fibules, pièces de monnaie, récipients en verre ou en céramique appartenant à cette période romaine.
La collection d'archéologie médiévale conserve également de nombreux objets et vestiges.
Histoire culturelle
Le département d'histoire culturelle compte environ 6 000 objets, provenant pour la moitié d'entre eux de dons ou de legs de citoyens de Novi Sad ; il se caractérise par sa diversité, allant des beaux-arts (peintures, dessins, sculptures) aux photographies et effets personnels en passant par des livres et des magazines.
Le site de l'ancien arsenal de la forteresse de Petrovaradin abrite ainsi une collection intitulée « Novi Sad du XVIIIe siècle au XXe siècle ». On y trouve toutes sortes d'objets relevant des arts décoratifs, meubles, horloges, miroirs, chandeliers et lampes, objets en métal, en porcelaine, en verre ou en céramique ainsi que des objets liés aux donateurs du musée. On peut aussi y voir des œuvres de Georgije Stojanović, Vasa Ostojić, Dimitrije Bačević, Teodor Dimitrijević Kračun et Stefan Gavrilović, ainsi que d'autres artistes comme Nikola Aleksić, Jovan Klajić, Petar Čortanović, Steva Todorović et Uroš Predić. Une riche collection de peintres serbes de la première moitié du XXe siècle présente des œuvres de Sava Šumanović, Mladen Josić, Milivoj Nikolajević, Mihajlo Petrov, Milenko Šerban, Vasa Eškićević, Bogdan Šuput ou Sava Ipić.

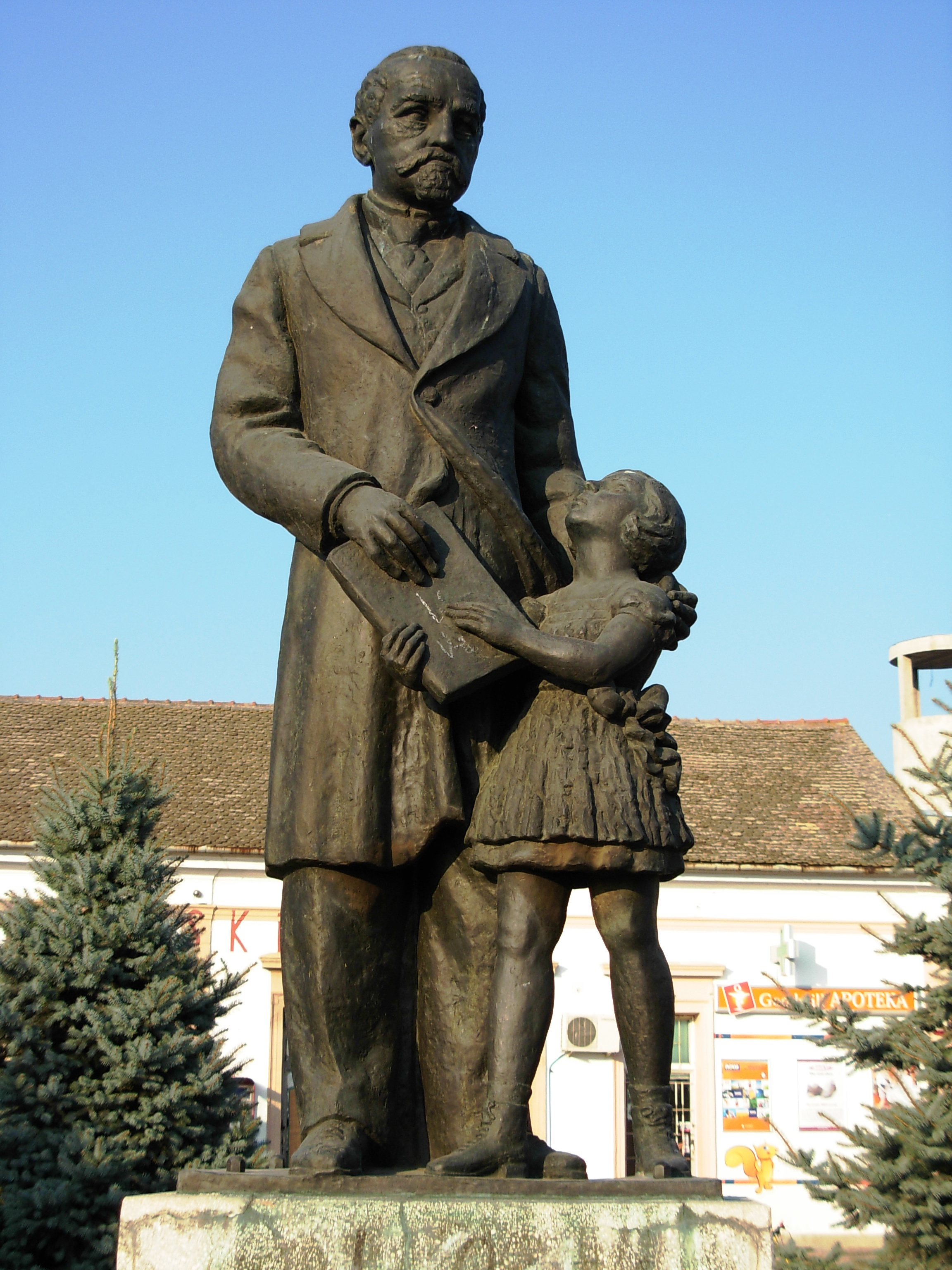
Le monument de Zmaj à Sremska Kamenica

La collection d'art étranger située 29 rue Dunavska abrite une collection d'arts décoratifs mais surtout un ensemble consacré à la peinture européenne. La peinture italienne est représentée par des maîtres de la Renaissance et du Baroque, notamment par des œuvres de l'école de Véronèse, de Bonifazio de' Pitati, Giovan Battista Langetti, Francesco Albani, Alessandro Magnasco ou Sebastiano Ricci. La peinture flamande et hollandaise de la collection possède des œuvres de Hendrick van Balen, Frans Francken, Cornelis de Vos, Pieter Claesz, Klaes Molenaer, ou Jan van Huysum. Les autres écoles de peintures européennes sont représentées par Sébastien Bourdon, Philippe de Champaigne ou Ivan Aïvazovski.
La collection commémorative de Jovan Jovanović Zmaj, à Sremska Kamenica abrite un musée consacré à la vie et l'œuvre de Jovan Jovanović Zmaj (1833-1904), un poète lyrique du romantisme serbe, familièrement appelé « oncle Jova Zmaj » ; il est situé dans la maison où l'auteur a passé les dernières années de sa vie. Les objets présentés sont répartis dans cinq pièces ; la première pièce est consacrée à la vie familiale du poète, la seconde est le bureau de travail de Zmaj, la troisième présente son œuvre littéraire et ses travaux publics, la quatrième est consacrée à la littérature pour les enfants ; son activité en tant que médecin est également mise en valeur.
Ethnologie
Le département d'ethnologie compte plus de 10 000 objets, pour la plupart répartis dans la collection nationale de Sremski Karlovci et à l'arsenal de la forteresse de Petrovaradin.
Les objets présentés datent fin du XVIIIe siècle au milieu du XXe siècle. On y trouve des outils agricoles, des instruments de musique et des vêtements traditionnels, ainsi que des collections témoignant de l'architecture rurale.
Histoire

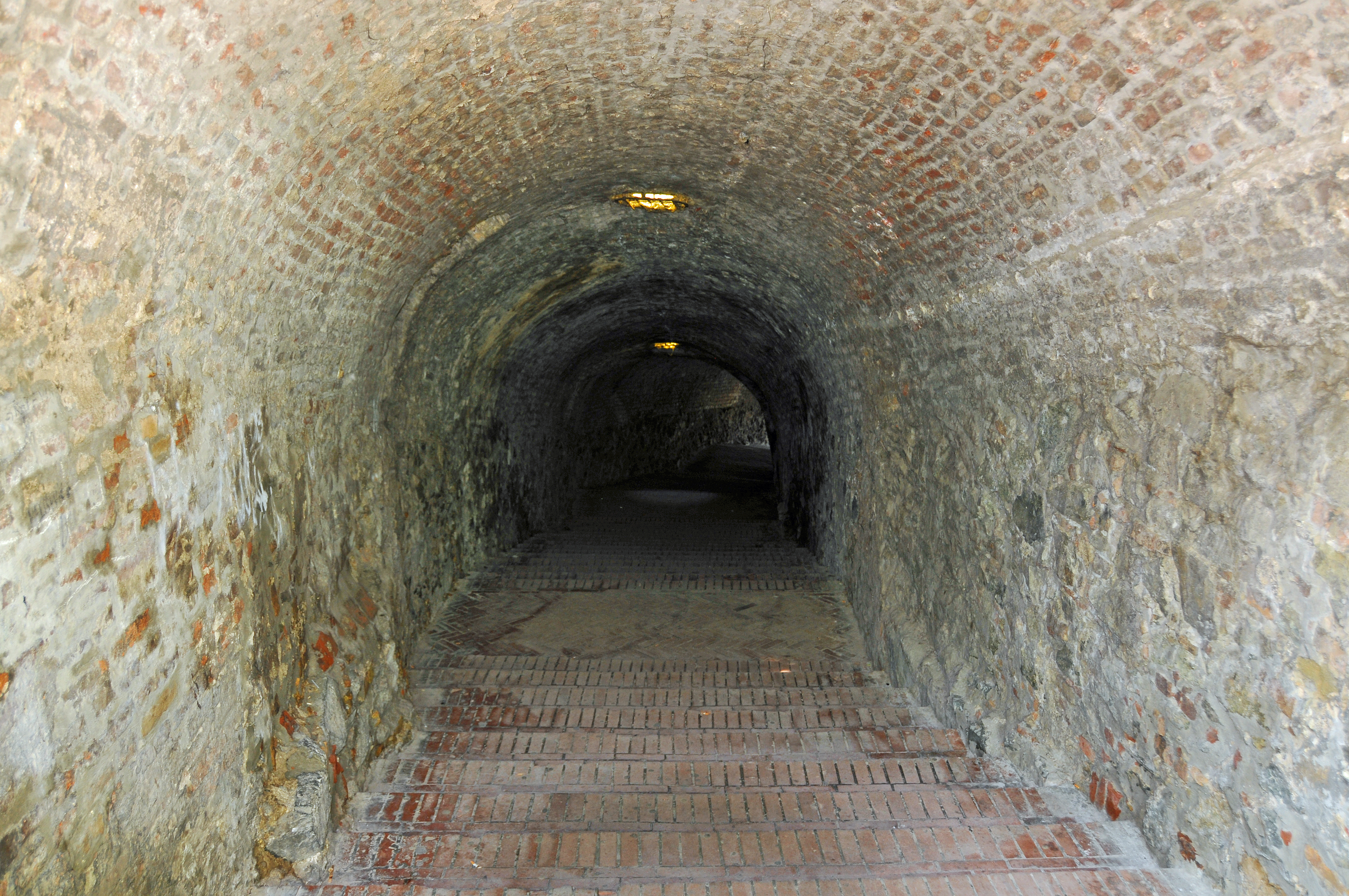
Un des souterrains de la forteresse de Petrovaradin

Le département d'histoire du musée rassemble des objets relatifs à l'histoire sociale, économique et politique de la ville de Novi Sad.
L'actuelle forteresse de Petrovaradin a été construite entre 1692 et 1780, à l'époque de la Empire des Habsbourgs. Entre 1765 et 1783, un système de galeries souterraines a été construit sous la direction d'Alfred Schroeder ; il est constitué d'un réseau long de 16 km réparti sur quatre niveaux et qui fait aujourd'hui partie du musée de la ville de Novi Sad. De même, le « puits de la Grande guerre », construit dans les années 1720 dans l'arsenal de la forteresse pour pourvoir l'alimentation en eau potable des combattants, situé dans la forteresse haute entre les bastions de Saint Innocent et de Saint Joseph, peut lui aussi être visité.
Collection nationale de Sremski Karlovci

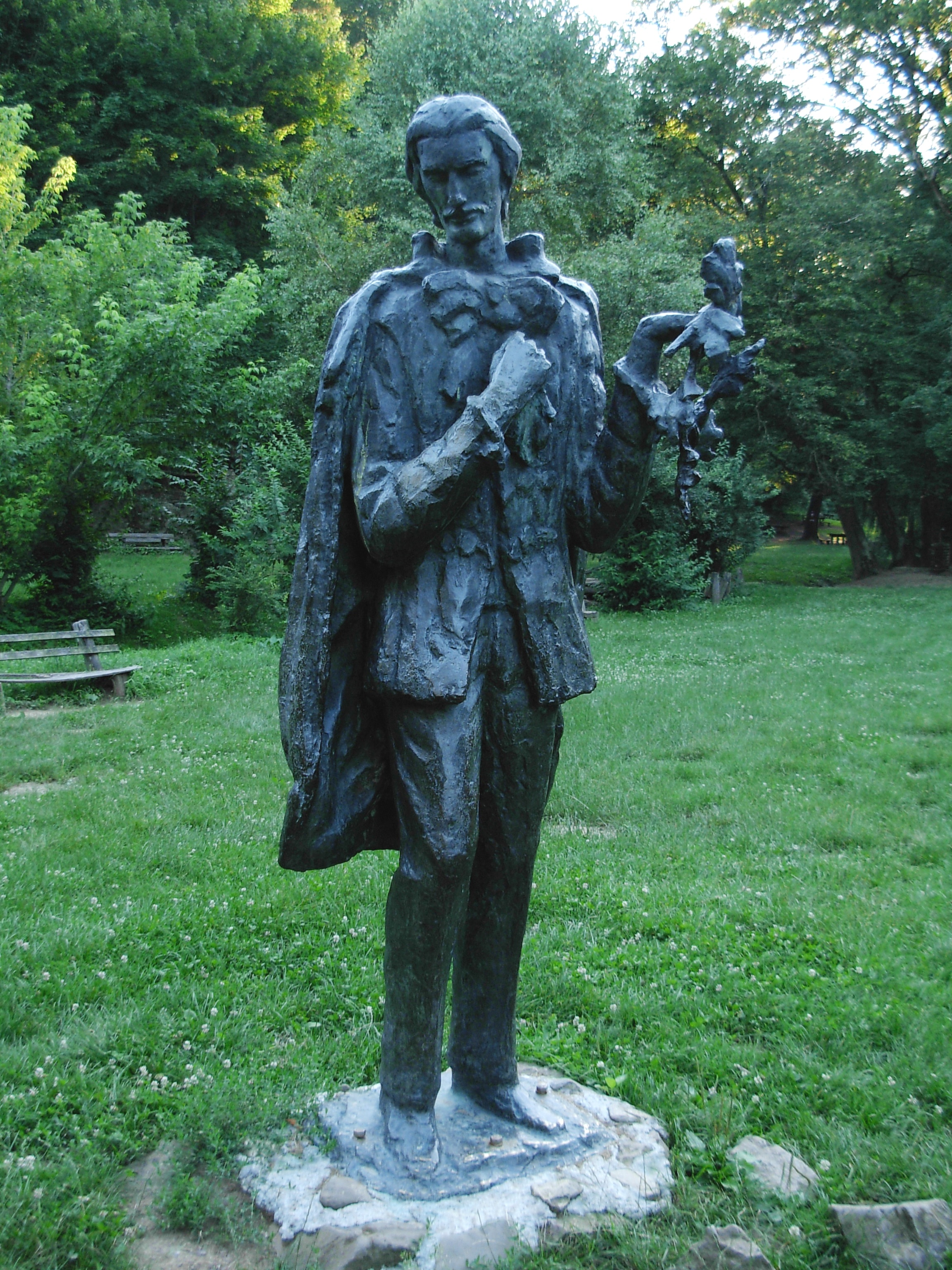
La statue de Branko Radičević sur le mont Stražilovo

La collection nationale est située à Sremski Karlovci dans le palais Ilion, l'ancienne résidence de la famille Rajačić, et se caractérise par la diversité de ses collections archéologiques, historiques, ethnologiques et artistiques,.
Une des sections de la collection est organisée autour du poète Branko Radičević (1824-1853), l'un des plus importants poètes serbes de l'époque romantique ; on y trouve des photographies, des documents et des livres, dont plusieurs éditions de ses poèmes, ainsi que deux couronnes d'argent créées à l'occasion du transfert de son corps de Vienne au mont Stražilovo.
La « cuisine paysanne » est une reconstitution qui illustre la vie rurale dans le massif de la Fruška gora à la fin du XIXe siècle et au début du XXe siècle ; la salle à manger d'apparat de la famille Rajačić a été totalement préservée des vicissitudes de l'histoire.
Le legs de Milić od Mačve constitue une entité séparée ; ce peintre a fait don de 60 peintures au musée, huiles sur toile, aquarelles et pastels. Les peintures représentent entre autres Branko Radičević et des vues de l'ancienne Sremski Karlovci ; un autre espace est consacré au legs de l'architecte Svetomir Lazić, qui comprend des peintures représentant Karlovci et ses alentours ainsi que d'autres villes européennes.
La collection dispose aussi d'une section des beaux-arts abritant les œuvres de 150 artistes, dont Boško Petrović, Jovan Soldatović, Stevan Maksimovic, Jožef Ač, Mileta Vitorović, Isidor Vrsajkov, Nikola Graovac, Milan Kerac, Miodrag Nedeljković, Milivoje Nikolajević, Ankica Oprešnik, Dušan Milovanović, Milan Ćirlića, Petar Ćurčić, Aleksandar Lakić, Ferenc Maurič, Ljubomir Denković, Vera Zarić, Milan Stanojev, Milan Uzelac et Dušan Todorović.